# Cmentarz Niewiniątek

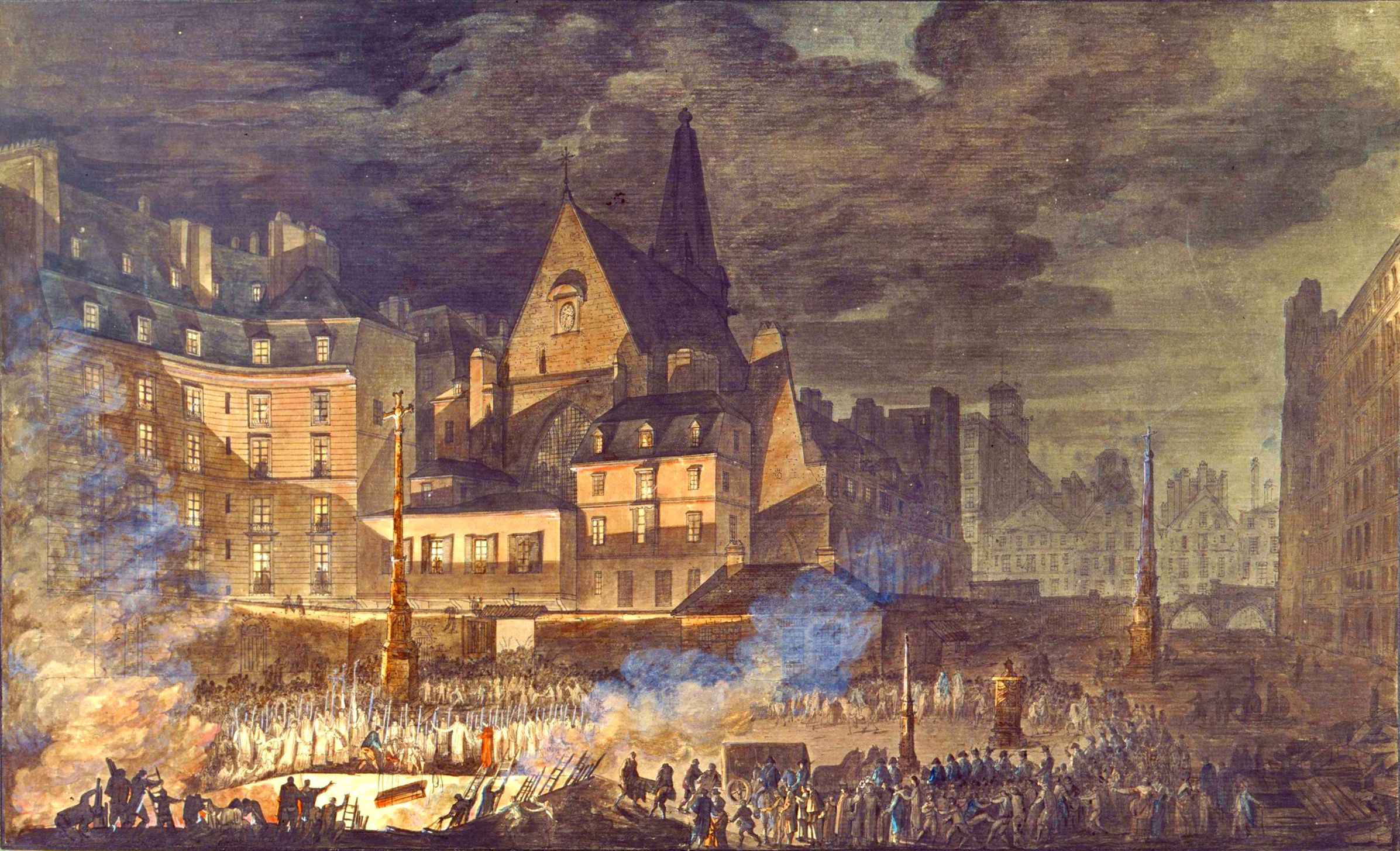
Obraz przedstawiający ekshumację szczątków z Cmentarza Niewiniątek około 1787 roku

Cmentarz Niewiniątek – nieistniejący już cmentarz w paryskiej dzielnicy Hal, położony w okolicach dzisiejszego placu Joachim de Bellay. Użytkowany od początku istnienia miasta Paryża, został zamknięty decyzją króla w 1785.

## Historia

### Początki
Cmentarz, którego nazwa nawiązuje do biblijnej rzezi niewiniątek, był w regularnym użyciu od początku istnienia miasta, w XII wieku stając się jedną z większych nekropolii w Paryżu. Wcześniej, w czasach merowińskich, na tym terenie znajdowała się pogańska świątynia, zniszczona w czasie najazdu Normanów w IX wieku. 
W pierwszym stuleciu istnienia cmentarz był nieogrodzony i poważnie zaniedbany. Powiększony z polecenia Ludwika VII, teoretycznie znajdował się pod opieką parafii Saint Germain l’Auxerrois. W praktyce funkcjonował równocześnie jako cmentarz oraz śmietnisko znajdujących się w pobliżu Hal. Miejsce cieszyło się dużą popularnością wśród prostytutek, alfonsów, nielegalnych handlarzy oraz bezdomnych zwierząt. Właściwie do końca swojego istnienia towarzyszyła mu w związku z tym fatalna sława. 
Za czasów Filipa Augusta dokonano częściowych porządków na cmentarzu, otoczono go murem i poszerzono go o obszar dzisiejszego Placu Niewiniątek (wejście na cmentarz znajdowało się mniej więcej na miejscu dzisiejszej fontanny). W nadziei zmiany kiepskiej reputacji cmentarza i uczynienia go miejscem pielgrzymkowym, król sfinansował budowę kaplicy mieszczącej relikwie męczennika Ryszarda z Pontoise, uważanego za ofiarę mordu rytualnego. Faktycznie, wkrótce miejsce zasłynęło w całym kraju jako arena licznych cudów, a jego sława była tak wielka, że w czasie wojny stuletniej Anglicy, okupujący Paryż w latach 1420-1435, wywieźli szczątki męczennika do swojego kraju, zostawiając jedynie głowę. 

### Wygląd cmentarza w średniowieczu
W tym okresie cmentarz rozciągał się mniej więcej między współczesnymi ulicami Berger, de la Ferronerie, Saint Denis i de la Lingerie. Dostęp doń umożliwiało pięć bram. Cmentarz dzielił się na część przeznaczoną dla bogatszych zmarłych, którym pozwalano budować tradycyjne we Francji kaplice nagrobne oraz uboższych, gdzie chowano w prostych mogiłach czy wręcz zbiorowych dołach. Oficjalną opiekę nad kościołem wspólnie sprawowały parafie prawego brzegu Sekwany. Nie wytyczono jednak dokładnych stref ich działania, co prowadziło do licznych konfliktów. Fatalnie przedstawiał się też stan higieny na cmentarzu: pochówki w trumnach należały do rzadkości, większość zmarłych, niezależnie od sytuacji społecznej, chowano bezpośrednio w ziemi, pozostawiając groby odkryte niekiedy przez kilka dni. Czyniło to z cmentarza istną wylęgarnię epidemii, szczególnie niebezpieczną wobec faktu, że sąsiadował on z przeludnionymi dzielnicami centralnymi. 
Z czasem wygląd części dla bogatych i biednych uległ dalszemu różnicowaniu. W części dla zamożnych wzniesiono (na koszt rodzin zmarłych) rząd kilkudziesięciu arkad, które łączyły poszczególne kaplice. Arkady te otrzymały bogatą dekorację malarską i rzeźbiarską, w tym słynne piętnastowieczne wyobrażenie Tańca śmierci, znajdujące się dziś w Luwrze. Ślady po niektórych arkadach są widoczne po dziś dzień w architekturze domów otaczający plac de Bellay. Centrum cmentarza stanowiła drewniana dzwonnica i latarnia o ironicznej nazwie Notre-Dame de Bois (Matka Boska Drewniana). Poza nią cmentarz nie posiadał specjalnie atrakcyjnych architektonicznie nagrobków, jako że od czasu budowy arkad na ich konstruktorach wymuszono przestrzeganie określonych wzorów formalnych, co nie pozwoliło na tworzenie dzieł znanych z innych paryskich nekropolii. 
W arkadach znajdowały się również cele dla osób, które dobrowolnie zdecydowały się na pustelnicze życie w zamknięciu. Kilka niewielkich pomieszczeń posiadało okna wychodzące jedynie na kościół, by pustelnica (w praktyce zamieszkiwały tam jedynie kobiety) mogła przysłuchiwać się nabożeństwom, oraz na cmentarz, gdzie wierni mieli pozostawiać pożywienie. Najbardziej znaną mieszkanką celi przy cmentarzu była Alix la Bourgotte, która umarła w swoim pomieszczeniu w 1470 r. po 46 latach dobrowolnego odosobnienia. 

### XVI i XVII wiek
W XVI stuleciu podjęto kolejne prace porządkowe na terenie cmentarza, wznosząc na nim nową fontannę według projektu Jeana Goujona oraz nowe arkady. Przez cały XVI wieku na terenie cmentarza miało miejsce kilkanaście starć między katolikami a protestantami, doszło też do kilku brutalnych samosądów na przedstawicielach obu stron. W kolejnym stuleciu cmentarz, chociaż nadal oficjalnie czynne miejsce pochówku, stał się de facto w pierwszej kolejności ulubionym miejscem nielegalnych handlarzy. W związku z tym oraz z planami rozbudowy ulicy de la Ferronerie pojawił się pierwszy projekt zamknięcia cmentarza (1669). Wówczas jednak pomysł został zarzucony wobec braku miejsca na nowy cmentarz. 

## Likwidacja
W początku XVIII w. coraz częściej specjaliści ds. higieny zwracali uwagę parlamentu paryskiego na fatalny stan cmentarza. W 1765 rada miasta zdecydowała o zakazie tworzenia nowych cmentarzy intra muros i stopniowej likwidacji już istniejących. W 1780 po raz ostatni wydano zezwolenie na pochówek na cmentarzu, a w 1785 zamknięto go definitywnie i podjęto ekshumację zachowanych szczątków. Łącznie według ówczesnych obliczeń w ciągu kilku stuleci istnienia cmentarza pochowano na nim blisko 2 mln osób. Na powstałym w ten sposób pustym placu usytuowano targ warzywny wchodzący w skład kompleksu Hal. 

## Znani pochowani
Na cmentarzu pochowano kilka osób, które za życia cieszyły się sporą sławą: Bernarda de Dormans (zm. 1381), szambelana Karola V, François de Mezeray (zm. 1683), sekretarza Akademii Francuskiej oraz hrabinę Mailly (zm. 1751), kochankę Ludwika XIV. Według aktu zgonu bajkopisarza Jeana de La Fontaine i on miał zostać pochowany na Cmentarzu Niewiniątek, jednak jego krewni wskazywali, że wbrew zapisowi jego grób znajdował się na innym nieistniejącym cmentarzu św. Józefa. Wątpliwości tej nie udało się rozstrzygnąć.